# ۹۸۷ (میلادی)
۹۸۷ (میلادی) نهصد و هشتاد و هفتمین سال تقویم میلادی است.

## درگذشتگان
‎